# SN 1980J
SN 1980J – supernowa odkryta 23 maja 1980 roku w galaktyce A231224-4150. W momencie odkrycia miała maksymalną jasność 16,50m.